# S/2003 J 10
S/2003 J 10 là một vệ tinh dị hình  của Sao Mộc.  Nó được phát hiện bởi một nhóm nhà thiên văn học đến từ Đại học Hawaii do Scott S. Sheppard  dẫn đầu vào năm 2003.
S/2003 J 10 khoảng 2 km đường kính và quay quanh Sao Mộc ở một khoảng cách trung bình 22.700 Mm trong khoảng 700 ngày, tại một độ nghiêng của 164° so với mặt phẳng hoàng đạo (166° đến xích đạo của sao Mộc), chuyển động theo hướng nghịch với vật thể trung tâm của nó và có độ lệch tâm là 0,3438. 
Nó dường như được xếp vào nhóm Carme.
Vệ tinh này đã không được thấy kể từ năm 2003 và hiện nay đang được coi là đã bị mất.